# John Wilson (cyclisme)
Pour les articles homonymes, voir John Wilson.
John Wilson, né le 17 novembre 1876 à Muirdean dans l'ancien comté d'Aberdeenshire et mort le 24 novembre 1957 à Leeds, est un coureur cycliste et administrateur de rugby à XIII britannique originaire d'Écosse.

## Biographie
En 1912, il est membre de l'équipe d'Écosse concourant pour les Jeux olympiques prenant la quatrième place de la course par équipes et la seizième place de la course sur route individuelle.
Après sa carrière sportive, il travaille au sein du club de rugby à XIII d'Hull KR, nommé comme manager de la tournée de l'équipe de rugby à XIII de Grande-Bretagne en Australie et Nouvelle-Zélande en 1920. A son retour, il devient le secrétaire de la Rugby Football League (fédération anglaise de rugby à XIII) jusqu'à sa retraite en 1946.